# Closet Land
Closet Land ist ein 1991 von Radha Bharadwaj gedrehter Independentfilm. Dieser erzählt die Geschichte einer namenlos bleibenden jungen Kinderbuchautorin, die eines Nachts zu Hause überwältigt und, noch im Nachthemd, mit dem Auto an einen ihr unbekannten Ort gebracht wird. Handlungsland ist ein unbekannt bleibender Polizeistaat.

## Handlung
Der Frau, die von Madeleine Stowe gespielt wird, werden Augenbinden und Fesseln angelegt und ein namentlich nicht bekannter Vernehmungsoffizier betritt den schmucklosen Raum, in dem die gesamte Handlung stattfindet. Es beginnt ein perfektes Katz-und-Maus-Spiel zwischen den beiden. Der skrupellose, sadistische Beamte, dargestellt von Alan Rickman, hat das Ziel, den Willen der Frau zu brechen und sie dazu zu bringen, ein Geständnis zu unterschreiben, welches besagt, dass das von ihr verfasste Kinderbuch „Closet Land“ nicht von fliegenden Kühen und einem sprechenden Haushahn („the friendly rooster“) handele, sondern in Wirklichkeit Andeutungen und Hetzereien gegen die Regierung seitens einer Untergrundorganisation, der sie angeblich nahesteht, enthält.
Mit großer Standhaftigkeit und charakterlicher Stärke besteht die Autorin jedoch darauf, dass ihre simple Kindergeschichte, in der ein Mädchen von seiner Mutter zur Strafe in einem Wandschrank eingesperrt wird und die dort zu verbringende Zeit des Alleinseins durch ihre Vorstellung von freundlichen Phantasiewesen, wie u. a. einem Hahn verbringt, keinerlei politische Botschaft übermittle. Die erfundenen Tiere seien nur ein Trost für das verängstigte Kind, und es handle sich lediglich um eine für Kinder geschriebene Geschichte.
Um ihren Widerstand zu brechen und ihre Unterschrift für das Geständnis zu bekommen, wendet der Vernehmer physische wie psychische Folter an. Sie wird im Unklaren darüber gelassen, wie lange sie bereits inhaftiert ist. Des Weiteren macht ihr der Mann deutlich, dass ihr Tun und Lassen in der Vergangenheit genau kontrolliert und beobachtet worden sei. Dass dies tatsächlich stimmt, kann sie daran erkennen, dass der Regierungsscherge über das gespannte Verhältnis zu ihrer verstorbenen Mutter Bescheid weiß. Auch sexuellen Peinlichkeiten setzt er sie aus, darunter Fragen und abwertende Andeutungen hinsichtlich ihres Geschlechtslebens und ihrer Menses. Schließlich spielt er auch die allseits bekannte Verhörvariante „guter Polizist, böser Polizist“ durch.
Mit verstellter Stimme spiegelt er ihr schließlich vor, dass zwei Personen im Raum seien, ein anderer, „nicht so netter“ Folterspezialist, ein richtiger Sadist, sowie eine zweite gefolterte Person, ein um Gnade winselnder Mann. Auf diese Art und Weise soll die Frau zum Reden und zum Geständnis gebracht werden, zumal das andere „Opfer“ angibt, dass sie, so wie er selbst, sehr wohl Mitglied einer Untergrundorganisation sei, und ihr, angeblich kurz mit ihr alleingelassen, den „wohlmeinenden Rat“ gibt, alles zuzugeben, bevor sie so wie er mit dem Barbecue (einem tatsächlich aufgestellten Grill) gefoltert werde.
Sie bleibt weiterhin standhaft; sie könne nichts gestehen, was sie nie gesagt und getan habe. Der „zurückgekehrte“ Vernehmungsbeamte versucht es nun mit Stromstößen, wobei sie angekettet auf einem Untersuchungsbett liegt. Ihr werden von Tonbändern Parolen vorgespielt, die auf hypnotisierende Art und Weise während des Schlafes in ihr Unterbewusstsein dringen sollen.
Er gibt vor, er sei selbst nur Opfer des Regimes, führe nur Befehle aus, glaube ihr eigentlich, sei auf ihrer Seite und meines es gut mit ihr. Sie solle doch unterschreiben, dann sei alles vorbei und sie komme frei. Nur durch ihre Ablehnung der Forderung werde er zu seinen Handlungen gezwungen.
Zwischendurch wird das imaginäre „Closet Land“, die Zufluchtswelt des eingesperrten Kindes, in kurzen Zeichentrickszenen gezeigt. Dadurch werden die Panik und die Gefühle der Inhaftierten verdeutlicht.
Schließlich wird enthüllt, dass der Vernehmer sehr wohl weiß, welche Hintergründe diese Kindergeschichte hat. Die junge Frau hat darin ihre eigenen, schmerzvollen Kindheitserinnerungen verarbeitet. Trotzdem verlangt er ein Geständnis von ihr, wohl wissend, dass dieses eine Lüge wäre. Stattdessen nutzt er ihr Kindheitstrauma, um sie psychisch noch mehr zu quälen und schließt sich mit ihr in eine kleine Kammer, einen Wandschrank, ein, ihr suggerierend, er selbst sei der Schrecken ihrer Kindheit, der Freund ihrer Mutter, der ihr so Schreckliches angetan hat. Beharrlich sagt sie sich jedoch immer wieder vor: „Sie können meinen Körper brechen, aber nicht meinen Geist“.
Schließlich gibt der Folterer auf und führt sie aus dem Raum ab, einem ungewissen Ende entgegen.
Die Menschenrechtsorganisation Amnesty International stand den Dreharbeiten des Films beratend zur Seite.